# 張文光 (萬曆進士)
張文光（16世紀—17世紀），字公瑾，號澤臞，湖廣黃州府蘄水縣人，明朝政治人物。

## 生平
張文光是萬曆四年（1576年）丙子科湖廣鄉試的舉人第二名，曾任光山教諭。二十六年（1598年）成進士，改翰林院庶吉士，二十八年獲授翰林院檢討，三十二年會試主考官之一。因論及伪楚王案忤逆沈一貫，被貶為光山縣丞，其後再歷升行人司副、司正，萬曆四十二年（1614年）升任尚寶司丞。他每次談話都會慷慨提及古今法制，自己則修身講學；改任尚寶司少卿，官至國子監司業。萬曆四十六年八月升光禄寺少卿。

## 引用
1. 1 2  光緒《蘄水縣志·卷十·人物志》：張文光，字公瑾，萬歷戊戌進士。授檢討，論楚藩華煃事忤沈一貫謫光山丞，久之遷尚寶丞。每慷慨陳言述古今法，戒修身講學之要，尋遷少卿，官至國子司業。
2. ↑  光緒《蘄水縣志·卷七·選舉志》：（萬曆）四年丙子（舉人） 張文光 治《詩》，二名，進士
3. ↑  民國《光山縣志約稿·卷二》：教諭……張文光 武昌人，以舉人任教諭，旋登戊戌進士，改庶吉士，授檢討，遷尚寶丞，累少卿，有傳。
4. ↑  《萬曆二十六年戊戌科進士履历》：张文光，澤臞，诗一房，丙寅十月二十九生，江夏人，丙子二，会三十七，三甲四十九。刑部政，改翰林院庶吉士，庚子授检讨，辛丑丁憂，辛卯補原职，甲辰主考，乙巳京察，辛亥降河南光山县丞，壬子升行人司左司付，升司正，甲寅升尚寶司丞。曾祖琥。祖伯涵。父述；嗣父杏思。
5. ↑  《明神宗顯皇帝实录卷之五百七十三》：萬曆四十六年八月，升张文光为光禄寺少卿，武之望为南太常寺少卿，李成名为山东副使。